# Egon Erwin Kisch
Egon Erwin Kisch (29 avril 1885, Prague - 31 mars 1948, Prague) est un écrivain et journaliste de langue allemande.

## Biographie
Egon Erwin Kisch naît second des cinq fils d'Hermann Kisch (* 1838), un riche homme d'affaires et de sa deuxième femme Ernestina (* 1862), née Kuhová, dans une famille juive traditionnelle et germanophone de la Vieille Ville à Prague.
Il débute dans le journalisme en travaillant pour la presse allemande pragoise, notamment pour le Prager Tagblatt. En 1913, il est à Berlin, où il travaille également dans le théâtre. Pendant la Première Guerre mondiale, il est mobilisé dans l'armée austro-hongroise. Blessé, il est affecté au service de presse.
En 1919, il adhère au Parti communiste d'Autriche (KPÖ), ce qui lui vaut d'être expulsé d'Autriche. Il est de retour à Berlin. Il voyage à travers le monde comme reporter. En 1933, ses livres sont interdits de publication par les Nazis. Il est emprisonné après l'incendie du Reichstag, puis expulsé vers la Tchécoslovaquie. Le 10 mai 1934 il participe à Paris à l'inauguration de la Bibliothèque allemande de la liberté. Il combat dans les brigades internationales en Espagne.
Pendant la Seconde Guerre mondiale il s'exile au Mexique. Revenu à Prague en 1946, il est élu au conseil municipal.

## Œuvre
À côté d'œuvres de fictions, Kisch est surtout renommé pour ses reportages. Dans les années 1920, ses livres de reportages sont des bestsellers. On le surnomme Der rasende Reporter (« le reporter qui fonce comme un fou »), titre d'un de ses ouvrages de 1924. Il écrit également sur des affaires criminelles, comme le cas du colonel Redl. Malgré son engagement politique communiste, Kisch séduit un large public. Son œuvre se rattache à la Neue Sachlichkeit

## Ouvrages
- 1924, Der rasende Reporter
- 1924, Der Fall des Generalstabchefs Redl
- 1927, Zaren, Popen, Bolschewiken
- 1930, Paradies Amerika

## Traductions en français
- Le reporter enragé (Der rasende Reporter), Grenoble, Éditions Cent Pages (éditions 1990, 2003 et 2015), préfacé par Günter Wallraff.
- La chute du colonel Redl (Der Fall des Generalstabchefs Redl), Paris, Éditions Desjonquères, 1992.
- Prises de vues (anthologie de textes provenant du recueil Der rasende Reporter), Saint-Sulpice-La-Pointe, Éditions Les Fondeurs de Briques, 2010.
- Découvertes au Mexique, Éditions Hier et Aujourd'hui, 1947.
- Histoires de sept ghettos, Grenoble, Éditions Presses Universitaires de Grenoble, 1992.

## Sources
- (de) Manfred Brauneck (éditeur), 1995, Autorenlexikon deutschsprachiger Literatur des 20. Jahrhunderts, Reineck bei Hamburg, Rowohlt.